# ایون سنتر لوس آنجلس
ایون سنتر لوس آنجلس، (به انگلیسی: Aon Center) آسمان‌خراش ۶۲ طبقه به ارتفاع ۲۶۱ متر، با کاربری اداری-تجاری است، که در شهر لس آنجلس، کالیفرنیا مستقر می‌باشد. پروژه ساخت این ساختمان با طراحی چارلز لاکمن در سال ۱۹۷۰ آغاز شد و در سال ۱۹۷۳ تکمیل و افتتاح گردید.